# Gert Riethmüller
Gert Riethmüller (* 7. Mai 1934 in Uder; † 18. Juni 2023 in Tübingen) war ein deutscher Mediziner und Professor am Institut für Immunologie an der Ludwig-Maximilians-Universität München.

## Akademischer und beruflicher Werdegang
Gert Riethmüller wurde in Uder/Heiligenstadt im Eichsfeld (Thüringen) geboren. 1951 begann er das Studium der Medizin in Frankfurt. Er setzte es in Freiburg, Basel (Schweiz) und Jerusalem (Israel) fort und absolvierte 1961 das Staatsexamen Medizin. Es folgten Auslandsaufenthalte 1962 bis 1964 (NATO-Stipendium für Proteinchemie, Institut für Biochemie, Universität Wien) sowie ein „Volkswagen-Stipendium“  in den USA an der New York University (NYU).
Seine Ausbildung in der Inneren Medizin fand von 1965 bis 1970 an der Universität Tübingen statt. Er habilitierte sich 1971 in Tübingen und war ab 1977 Direktor des Instituts für Immunologie an der Universität München. Er beschäftigte sich vor allem mit der Mikrometastasierung von Tumoren, also der Ausstreuung von einzelnen bösartigen Krebszellen und der Entwicklung von therapeutisch einsetzbaren Antikörpern im Bereich der immunologischen und neoplastischen Krankheiten.

## Preise und Ehrungen
- Ehrendoktorwürde der medizinischen Fakultät Greifswald
- Ehrendoktorwürde der medizinischen Hochschule Hannover
- Meyenburg-Preis (1994)
- Robert Pfleger-Forschungspreis (1996)
- Korrespondierendes Mitglied der Österreichischen Akademie der Wissenschaften (1999)[3]
- Ernst-Jung-Medaille für Medizin in Gold (2000)
- Deutsche Krebshilfe Preis (2016)[4]
- Gerhard-Domagk-Preis